# Early-music.com
early-music.com est un label discographique canadien de musique classique, basé à Montréal, au Québec. Il est spécialisé dans la promotion de la musique ancienne sur instruments d’époque.

## Histoire
early-music.com est fondé en 2002 à Montréal, au Québec, par Claire Guimond. En 2020, le catalogue compte près de 25 parutions d'artistes québécois et étrangers, dont 11 avec Arion Orchestre Baroque. La devise du label est l’excellence de la musique ancienne sur instruments d’époque. Le répertoire exploré est celui des XVIIe et XVIIIe siècles en Europe.
Ses enregistrements sont distribués internationalement par Naxos.

## Artistes
- Alison Melville (flûte baroque)
- Arion Orchestre Baroque
- Claire Guimond (flûte baroque)
- Gary Cooper (clavecin)
- Hank Knox (clavecin)
- Jaap ter Linden (violoncelle)
- Johanne Couture (clavecin)
- Luc Beauséjour (clavecin)
- Mathieu Lussier (basson)
- Matthew Wadsworth (luth)
- Monica Huggett (violon)
- Timothy Roberts (claviers)